# Musée de la chefferie Bafoussam
Le musée de la chefferie de Bafoussam est un musée camerounais qui se constitue à partir des collections d'objets royaux au départ rassemblés dans la case patrimoniale du royaume Bafoussam.
Il se trouve dans l'enceinte du domaine royal de la chefferie de Bafoussam.

## Histoire
Le Musée du Palais de la Chefferie de Bafoussam est un lieu emblématique qui retrace l’histoire fascinante de la dynastie royale, depuis les années 1400 jusqu’à nos jours. Ce musée offre un aperçu sur les origines et l’évolution de la chefferie, en mettant en lumière les migrations, les transformations sociopolitiques, et les règnes des différents rois qui se sont succédé. Il constitue un véritable témoignage de la richesse et de la diversité culturelle du peuple Bafoussam.
Selon les traditions orales et les récits historiques, autour du 13e siècle, Fo Njonvoum, originaire de la plaine Tikar, établit les bases de ce royaume en fondant la chefferie de Bafoussam. Cette migration, marquée par des alliances et des échanges avec d’autres communautés, a joué un rôle déterminant dans la consolidation de l’identité de la dynastie. Le musée conserve et présente de précieux artefacts, tels que des objets rituels, des trônes, des insignes royaux, et des sculptures, permettant de mieux comprendre les traditions et les croyances ancestrales.

### Débuts, mises en place et lancement du musée
Le Musée du Palais de la Chefferie de Bafoussam trouve ses origines dans une volonté de préserver et de transmettre l’héritage historique et culturel du peuple Bamiléké. Sa création s’inscrit dans une dynamique de valorisation des traditions royales et d’éducation des générations actuelles et futures sur le rôle central de la chefferie dans la structuration de la société locale.
Dès ses débuts, le musée s’est enrichi de collections exceptionnelles, constituées principalement d’objets royaux transmis à travers les siècles. Ces artefacts, soigneusement conservés, témoignent de la succession des souverains ayant régné sur le peuple de Bafoussam. Parmi les pièces phares figurent des trônes sculptés, des tambours royaux, des insignes de pouvoir, des masques rituels et des bijoux, chacun chargé d’une symbolique profonde. Ces objets, porteurs de récits, illustrent non seulement la vie quotidienne et spirituelle à la cour, mais également les grands événements marquants de la dynastie.
La mise en place du musée a été un projet ambitieux, rendu possible grâce à l’engagement de la chefferie, des gardiens de la mémoire collective et des artisans locaux, dont le savoir-faire ancestral a permis de restaurer et de préserver plusieurs pièces majeures. Le lancement officiel du musée a marqué une nouvelle ère pour la chefferie de Bafoussam, en lui offrant une vitrine culturelle accessible à un large public tout en devenant un lieu de dialogue entre tradition et modernité.
Aujourd’hui, le Musée du Palais ne se limite pas à exposer des objets. Il raconte une histoire vivante, celle des ancêtres, des migrations, des luttes et des valeurs qui continuent de façonner l’identité du peuple Bamiléké. Ce lieu, à la fois sanctuaire et espace de partage, s’inscrit comme un pilier essentiel du patrimoine camerounais.

### Musée sur le parcours de la route des chefferies
Le musée, autonome dans sa gestion, fait partie de la route des chefferies, un groupement de promotion des chefferies traditionnelles au Cameroun.

## Bâtiments
Le musée Hiélà, situé au cœur du palais royal de Bafoussam, constitue un espace de préservation et de valorisation du patrimoine culturel de la communauté Bafoussam. Cette institution muséale, qui remonte ses origines à l'an 1200, joue un rôle essentiel de la transmission intergénérationnelle, en présentant l'histoire et la culture d'un peuple riche de plus de huit siècles.

### Architecture et organisations des salles
L'architecture du musée, caractérisée par une armature majestueuse, reflète l'identité culturelle de la communauté Bafoussam. La couleur marrone, le dessin en tissu ndop et la forme en gousse d'arachide à trois graines sont autant d'éléments qui témoignent de l'histoire et de la culture de ce peuple.
Le musée Hiélà est conçu comme un espace de médiation culturelle, offrant aux visiteurs une expérience immersive et interactive. La galerie, située au premier étage, présente une collection d'objets représentatifs de la société Bafoussam et des grassfields en général. Ces objets, qui font partie du patrimoine culturel de ladite communauté, sont présentés de manière à permettre aux visiteurs de comprendre l'histoire et la culture de ce peuple.
Le musée disposé également d'une salle de conférences équipée de technologies de pointe, qui permet d'accueillir des événements culturels et scientifiques. Cette salle est un espace de rencontre et d'échange entre les membres de la communauté et les visiteurs.

## Aspects techniques, équipements, services
- Wifi :   Non
- Site web du musée :   Oui
- Inventaire de la collection :   Oui (Mises à jour ? :   Oui)
- Parking pour visiteurs :   Non
- Hall de réception :   Oui
- Présence de guides et / ou conservateurs au musée :   Oui
- Galerie marchande pour achat d'ouvrages et souvenirs touristiques :   Non (Possibilités d'achats d'œuvres ? :   Oui; Possibilité d’acheter un livre (en anglais):  Non)
- Espace restauration/toilettes pour visiteurs :   Non
- Possibilité de prise de vue (photo des collections) :   Oui
- Présence d'un cercle ou club des amis du musée :   Non
- Musée membre d'un réseau de musées (échanges/prêts des collections) :   Oui
- Atelier de maintenance / restauration des collections :  Non

## Tourisme et fréquentation
Le musée est logé dans l'enceinte du palais de Bafoussam et se trouve en face de la gare routière de Bafoussam. Il se visite en journée. Le développement et la pression urbaine qui fait de Bafoussam une ville importante au Cameroun font que le domaine royal qui abrite le musée sont un ilot de forêt au milieu d'une ville densément peuplée,.

## Collections
Des masques de danse mystique Kun'gang, des grandes calebasses en terre cuite, et d'autres objets du patrimoine font partie de la collection.

## Expositions

### Temporaires
Le musée participe à l'exposition temporaire Sur la route des chefferies du Cameroun en 2022 au musée du Quai Branly - Jacques-Chirac en prêtant des collections d'objets tels les masques.